# Campionati del mondo di mountain bike 1999
I Campionati del mondo di mountain bike 1999 (en.: 1999 UCI Mountain Bike World Championships), decima edizione della competizione, furono disputati ad Åre, in Svezia, tra il 15 e il 19 settembre.

## Eventi
Si gareggiò nelle due discipline della mountain bike, cross country e downhill.

### Cross country
Mercoledì 15 settembre
- 13:00-15:00 Team Relay

Venerdì 17 settembre
- 09:30-11:00 Donne Junior
- 11:30-13:30 Uomini Junior
- 14:00-16:30 Uomini Under-23

Domenica 19 settembre
- 10:00-12:00 Donne Elite
- 13:30-16:30 Uomini Elite

### Downhill
Domenica 5 settembre
- 10:30-16:00 Donne Junior
- 10:30-16:00 Uomini Junior
- 10:30-16:00 Donne Elite
- 10:30-16:00 Uomini Elite

## Medagliere
| Pos.   | Nazione     | Oro | Argento | Bronzo | Totale |
| ------ | ----------- | --- | ------- | ------ | ------ |
| 1      | Francia     | 4   | 3       | 1      | 8      |
| 2      | Spagna      | 2   | 1       | 0      | 3      |
| 3      | Australia   | 1   | 1       | 1      | 3      |
| 4      | Italia      | 1   | 0       | 2      | 3      |
| 5      | Danimarca   | 1   | 0       | 0      | 1      |
| 5      | Polonia     | 1   | 0       | 0      | 1      |
| 7      | Svizzera    | 0   | 1       | 3      | 4      |
| 8      | Canada      | 0   | 1       | 1      | 2      |
| 8      | Regno Unito | 0   | 1       | 1      | 2      |
| 10     | Finlandia   | 0   | 1       | 0      | 1      |
| 10     | Stati Uniti | 0   | 1       | 0      | 1      |
| 12     | Belgio      | 0   | 0       | 1      | 1      |
| Totale | Totale      | 10  | 10      | 10     | 30     |

## Sommario degli eventi
| Eventi                       | Oro                            | Tempo    | Argento                   | Tempo   | Bronzo                    | Tempo   |
| Cross country                |                                |          |                           |         |                           |         |
| Uomini Elite dettagli        | Michael Rasmussen Danimarca    | 2h14'08" | Miguel Martinez Francia   | a 1'52" | Filip Meirhaeghe Belgio   | a 3'36" |
| Uomini Under-23 dettagli     | Marco Bui Italia               | 2h19'46" | Cadel Evans Australia     | a 20"   | Martino Fruet Italia      | a 3'21" |
| Uomini Junior dettagli       | Nicolas Filippi Francia        | 1h45'55" | Carlos Coloma Spagna      | a 1'19" | Florian Vogel Svizzera    | a 1'56" |
| Donne Elite dettagli         | Marga Fullana Spagna           | 2h32'59" | Alison Sydor Canada       | a 1'47" | Paola Pezzo Italia        | a 3'09" |
| Donne Junior dettagli        | Anna Szafraniec Polonia        | 1h24'42" | Lea Fluckiger Svizzera    | a 27"   | Sonja Traxel Svizzera     | a 1'35" |
| Team relay                   |                                |          |                           |         |                           |         |
| Staffetta a squadre dettagli | Spagna                         | 2h03'14" | Francia                   | a 20"   | Canada                    | a 2'37" |
| Downhill                     |                                |          |                           |         |                           |         |
| Uomini Elite dettagli        | Nicolas Vuilloz Francia        | 5'03"49  | Mickael Pascal Francia    | a 6"41  | Eric Carter Francia       | a 7"88  |
| Uomini Junior dettagli       | Nathan Rennie Australia        | 5'16"82  | David Wardell Regno Unito | a 10"46 | Jarrod Rando Australia    | a 10"50 |
| Donne Elite dettagli         | Anne-Caroline Chausson Francia | 5'52"26  | Katja Repo Finlandia      | a 1"61  | Sari Jorgensen Svizzera   | a 15"71 |
| Donne Junior dettagli        | Sabrina Jonnier Francia        | 6'17"82  | Kathy Pruitt Stati Uniti  | a 8"49  | Helen Gaskell Regno Unito | a 9"91  |